# Anaphothrips ripicola
Anaphothrips ripicola är en insektsart som beskrevs av Ian A. Hood 1940. Anaphothrips ripicola ingår i släktet Anaphothrips och familjen smaltripsar. Inga underarter finns listade i Catalogue of Life.